# Finsko na Zimních olympijských hrách 1948
Finsko na Zimních olympijských hrách 1948 v Svatém Mořici reprezentovalo 29 mužů. Nejmladším účastníkem byl Matti Pietikäinen (20 let, 102 dní), nejstarší pak Pekka Vanninen (37 let, 8 dní). Reprezentanti vybojovali 6 medailí, z toho 1 zlatou, 3 stříbrné a 2 bronzové.

## Medailisté
| Medaile | Jméno                                                       | Sport              | Disciplína               |
| ------- | ----------------------------------------------------------- | ------------------ | ------------------------ |
| Zlato   | Heikki Hasu                                                 | Severská kombinace | Muži jednotlivci         |
| Stříbro | August Kiuru Teuvo Laukkanen Sauli Rytky Lauri Silvennoinen | Běh na lyžích      | Muži - štafeta 4 x 10 km |
| Stříbro | Martti Huhtala                                              | Severská kombinace | Muži jednotlivci         |
| Stříbro | Lassi Parkkinen                                             | Rychlobruslení     | Muži 10000 m             |
| Bronz   | Benjamin Vanninen                                           | Běh na lyžích      | Muži 50 km               |
| Bronz   | Pentti Lammio                                               | Rychlobruslení     | Muži 10000 m             |